# John Degenkolb
John Degenkolb (Gera, 7 de janeiro de 1989) é um ciclista alemão que corre para a equipe Trek Segafredo.

## Palmares
2008
1° Estágio 2 Thüringen Rundfahrt
2° ZLM Tour
3°   U-23 Corrida Estrada UCI Road World Championship
2009
3° ZLM Tour
3° Corrida de Vlaanderen Beloften
2010
Tour de Bretagne
1° Estágio 4 & 5
1° Estágio 3 Tour Alsace
Tour de l'Avenir
1° Estágio 1 & 5
1° Geral Thüringen Rundfahrt
1° Estágio 3
FBD Insurance Ras
1° Estágios 6 & 8
2° La Côte Picarde
2°  U-23 Corrida de Estrada UCI Road World Championship
2011
Critérium du Dauphiné
1° Estágio 2 & 4
1° Estágio 2 Volta ao Algarve
1° Estágio 1 Driedaagse van West-Vlaanderen
1° Rund um den Finanzplatz Eschborn-Frankfurt
1° Estágio2 Bayern Rundfahrt
2° Trofeo Cala Millor
2° Münsterland Giro
4° Paris-Bourges
2012
1° Geral UCI Europe Tour
1° Geral Tour de Picardie
1° Estágios 1 & 3
1° Grand Prix d'Isbergues
Vuelta a España
1° Estágios 2, 5, 7, 10 & 21
1 Estágios 7 Tour de Pologne
3° Geral Four Days of Dunkirk
1° Estagios 1 & 2
4° UCI Road World Championships
4° Paris–Tours
5° Milão-Sanremo
6° E3 Harelbeke
2013
1° Vattenfall Cyclassics
1° Paris–Bourges
1° Paris–Tours
1° Estágios 5 Giro d'Italia
2° Geral Tour de l'Eurometropole
1° Estágios 2 & 4
2° Brussels Cycling Classic
2° Grand Prix d'Isbergues
3° Campeonato Nacional de Estrada
4° Eschborn-Frankfurt City Loop
9° Volta à Flandres
10° GP Ouest-France
2014
1° Gent–Wevelgem
Tour Méditerranéen
1°  class. por pontos
1st Stages 1, 2 & 3
Paris–Nice
1st  class. por pontos
1° Estágio 3
Vuelta a España
1  Estágios 4, 5, 12 & 17
1°  class. por pontos
1° Paris-Bourges
2° Paris–Roubaix
2° Eschborn-Frankfurt City Loop
2° Sparkassen Münsterland Giro
2° Binche–Chimay–Binche
3° Geral Étoile de Bessèges
1°  class. por pontos
4° Grand Prix d'Ouverture La Marseillaise
9° World Road Race Championships
2015
1° Milão-Sanremo
1° Estágio 3 Dubai Tour
1° Paris–Roubaix
7° Volta à Flandres